# تطبيق القانون في الولايات المتحدة

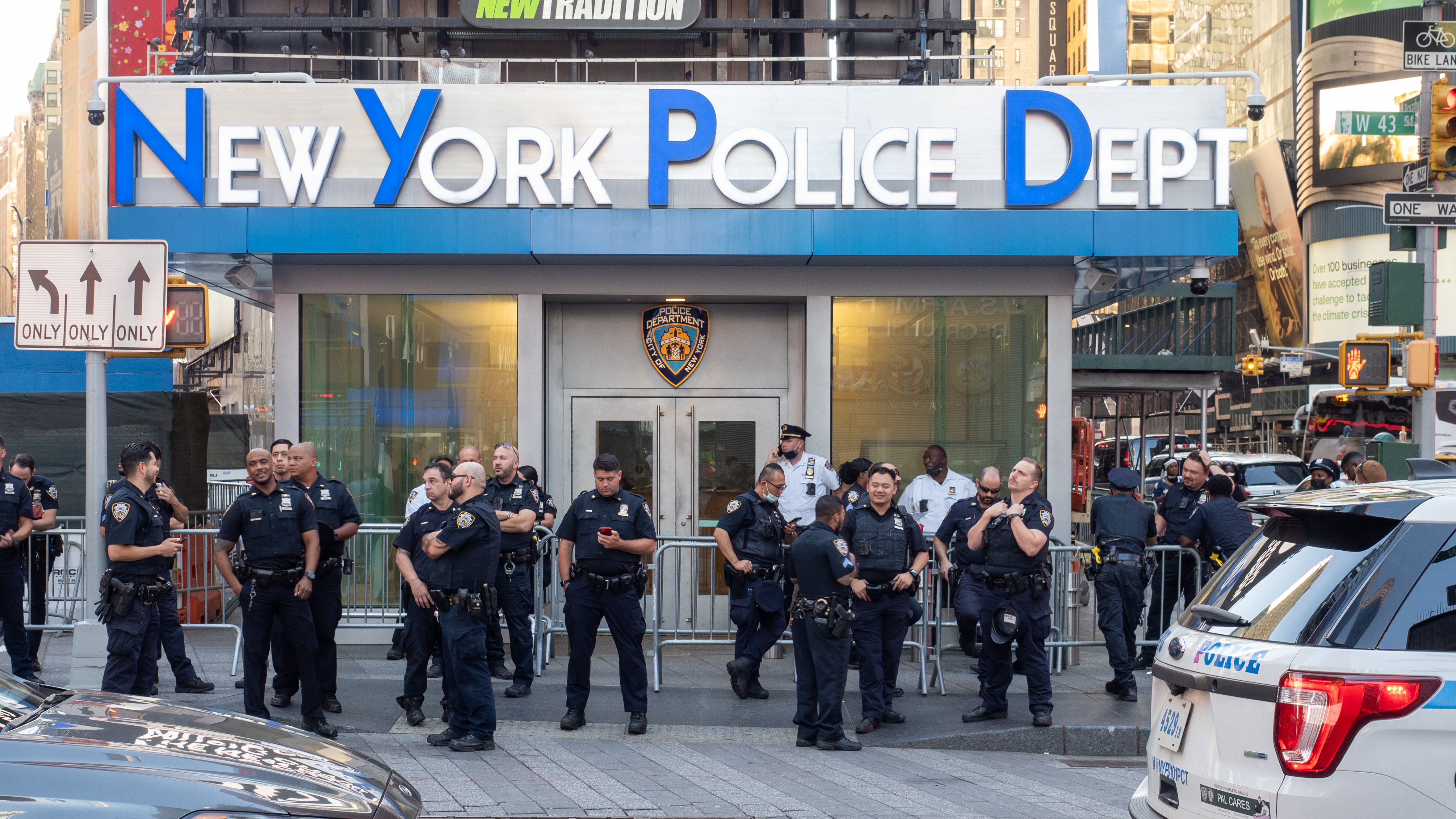
ضباط شرطة نيويورك أمام محطة الشرطة في تايمز سكوير، مدينة نيويورك في 2001.

حتى عام 2020، كان هناك ما يزيد عن 800 ألف ضابط تطبيق قانون محلف يعملون في الولايات المتحدة. كان نحو 137 ألف من بين هؤلاء يعملون لمصلحة وكالة الشرطة الفيدرالية لتطبيق القانون.
يطبق القانون بصورة رئيسية عبر وكالات شرطة حكومية. هناك 17,985 وكالة شرطة في الولايات المتحدة تشمل أقسام شرطة محلية ومكتب مأمورية المقاطعة وشرطة الولاية ووكالات الشرطة الفيدرالية لتطبيق القانون. وأهداف تطبيق القانون لهذه الوكالات هي التحقيق في الأنشطة الإجرامية المشبوهة وإحالة نتائج التحقيقات لمدعي الولاية أو المدعين الفيدراليين، والاحتجاز المؤقت للمجرمين المشتبه بهم إلى حين صدور إجراء قضائي. وتوكل أيضًا بشكل عام إلى وكالات تطبيق القانون مسؤوليات ردع الأنشطة الإجرامية ومنع التفويض الناجح للجرائم الجارية. قد تشمل واجبات أخرى مذكرات الاعتقال والأوامر القضائية وأحكام المحاكم وتنفيذها.
تلعب وكالات تطبيق القانون أيضًا دورًا في توفير الاستجابة الأولى لحالات الطوارئ وتهديدات أخرى للسلامة العامة وحماية منشآت عامة معينة والبنى التحتية، كالملكيات الخاصة والحفاظ على النظام العام وحماية الموظفين الحكوميين وعمل بعض مراكز الاحتجاز (عادة على المستوى المحلي).

## أنواع وكالات تطبيق القانون
تجرى أعمال الشرطة في الولايات المتحدة من قبل نحو «18 ألف وكالة تطبيق قانون محلية وفيدرالية وتابعة للولايات، وتمتلك كل منها قوانينها الخاصة». تمتلك كل ولاية تسميتها الاصطلاحية للوكالات وتختلف صلاحياتها ومسؤولياتها وتمويلاتها من ولاية إلى أخرى. أظهرت البيانات الإحصائية لمكتب الإحصائيات التابع لوزارة العدل في عام 2008 أن وكالات تطبيق القانون تتألف من:
- 73 وكالة فيدرالية
- 50 وكالة تطبيق قانون في الولاية الرئيسية
- 1.733 وكالة قضائية خاصة
- 3.063 قسم مأمورية
- 21.501 قسم شرطة إقليمي وقبلي وفي المدن والمقاطعات

### الفيدرالي
على المستوى الفيدرالي، هناك كل من وكالات تطبيق قانون فيدرالية، تحوز سلطة فيدرالية تامة منحت لها بموجب قانون الولايات المتحدة الأمريكية، ووكالات تطبيق قانون فيدرالية مخولة بتطبيق قوانين عديدة على المستوى الفيدرالي. تعمل كل من وكالات الشرطة ووكالات تطبيق القانون على أعلى مستوى وتتمتع بأدوار الشرطة، وتحافظ كل منها على مكون صغير من الوكالة الأخرى (على سبيل المثال شرطة مكتب التحقيقات الفيدرالي). تمتلك الوكالات تخصصًا قضائيًا في جميع الولايات ومناطق الولايات المتحدة ومستعمرات الولايات المتحدة لتطبيق القانون الفيدرالي. يقصر قانون الولايات المتحدة دور معظم الوكالات الفيدرالية على التحقيق في مسائل تقع بوضوح ضمن حدود صلاحية الحكومية الفيدرالية. إلا أن صلاحيات التحقيق الفيدرالية باتت شديدة الاتساع في الممارسة، ولا سيما منذ إقرار قانون باتريوت أكت. هناك أيضًا العديد من الوكالات الفيدرالية لتطبيق القانون، مثل وكالة ناشيونال بارك لتطبيق القانون، التي منحت سلطة الاعتقال من السلطة القضائية الفيدرالية العليا.
تعتبر وزارة العدل مسؤولة عن معظم واجبات تطبيق القانون على المستوى الفيدرالي. وهي تضم مكتب التحقيقات الفيدرالي وإدارة مكافحة المخدرات ومكتب الكحول والتبغ والأسلحة النارية والمتفجرات وخدمة المارشالات الأمريكية والمكتب الفيدرالي للسجون.
مكتب الأمن الوطني هو فرع آخر ضمن وكالات تطبيق قانون فيدرالية عديدة أخرى تقدم لها التقارير. وكالة دوريات حرس الحدود في الولايات المتحدة ووكالة إنفاذ قوانين الهجرة والجمارك في الولايات المتحدة ووكالة الخدمة الحرس ووكالة حرس السواحل وإدارة أمن النقل هي بعض من الوكالات التي تقدم التقارير لمكتب الأمن الوطني. ووكالة حرس السواحل في الولايات المتحدة هي أيضًا بشكل خاص فرع عسكري للقوات المسلحة الأمريكية وتكلف به وزارة الدفاع الأمريكية في حالة الحرب.
في حين وقوع جريمة أو كارثة تؤثر على عدد كبير من الناس، أو عدد من الوكالات القضائية أو مناطق جغرافية واسعة، قد تكون العديد من وكالات الشرطة مشمولة من خلال اتفاقيات إعانة مشتركة. على سبيل المثال، استجابت هيئة الحماية الفيدرالية في الولايات المتحدة على كارثة إعصار كاترينا الطبيعية. وتبقى القيادة في حالات كهذه مسألة معقدة ومرنة.
تماشيًا مع الهيكلية الفيدرالية لحكومة الولايات المتحدة، لا يسمح دستور الولايات المتحدة للحكومة الوطنية (الفيدرالية) بتطبيق صلاحيات الشرطة العامة. وتمنح صلاحية امتلاك قوة شرطة لكل من الولايات ال 50 المفدرلة للولايات المتحدة. يمنح الدستور الحكومة الفيدرالية صلاحية التعامل مع الشؤون الخارجية وشؤون ما بين الولايات. وبالنسبة للشرطة، يعني هذا أنه في حال ارتكاب جريمة غير فيدرالية في ولاية في الولايات المتحدة ولا يفر الجاني من الولاية، لا يكون هناك دور قضائي للحكومة الفيدرالية. إلا أنه حالما يعبر الجاني خط الولاية، يكون قد انتهك القانون الفيدرالي بفرار ما بين الولايات ويخضع لحكم قضائي فيدرالي، وهو الوقت الذي قد تصبح فيه وكالات تطبيق القانون الفيدرالي معنية بالأمر.

### الولاية
توظف معظم الولايات وكالات تطبيق القانون على مستوى الولاية التي تؤدي واجبات تطبيق القانون، بما فيها التحقيقات ودوريات الحراسة. وقد يطلق عليها اسم شرطة الولاية أو شرطة المرور، لكن ليس هناك درك، وعادة ما تكون جزءا من هيئة السلامة العامة الخاصة بالولاية. إضافة إلى ذلك، يمتلك مكتب النائب العام للولاية مكتب التحقيقات الخاص به، كما هي الحال في كاليفورنيا عبر وزارة عدل كاليفورنيا. وتؤدي وكالة رينجر تكساس هذا الدور في تكساس، على الرغم من أنها كانت قد أنشئت في الفترة التي لم تكن فيها تكساس قد أصبحت ولاية بعد.
قد تمتلك هيئات عديدة من حكومات الولاية وكالاتها الخاصة لتطبيق القانون، مثل شرطة الكابيتول وشرطة الجامعة وشرطة المياه وشرطة الحفاظ على البيئة (الأسماك والحياة البرية)، أو حرس الحياة البرية (مع صلاحيات شرطة كاملة وتخصص قضائي على مستوى الولاية). على سبيل المثال، في كولورادو، تمتلك وكالة الشؤون الاجتماعية فرع التحقيق الخاص بها.

### المقاطعة
تسمى أيضًا بالدائرة والإقليم، يطبق قانون المقاطعات من قبل هيئات أو مكاتب الشريف والشرطة وشرطة المقاطعة.

#### شرطة المقاطعة
تتواجد شرطة المقاطعة فقط في المقاطعات الميتروبوليتانية وتمتلك هيئات قضائية على مستوى المقاطعة. وفي المناطق التي تمتلك كلًا من شرطة المقاطعة وشريف المقاطعة، تناط المسؤوليات لكل منهما: شرطة المقاطعة مسؤولة عن الواجبات التقليدية للشرطة مثل دوريات الحراسة التحقيقات، في حين يهتم مكتب الشريف في هذه الحالة بأوراق الخدمة وتوفير الأمن للمحاكم. تصنف شرطة المقاطعة ضمن 3 خانات واسعة، خدمة كاملة وخدمة محدودة وخدمة مقيدة. توفر الخدمة الكاملة خدمات شرطة كاملة لكامل المقاطعة. وتوفر الخدمة المحدودة خدمات الشرطة للمقاطعات الخاصة وغير المدمجة. وتوفر الخدمة المقيدة الأمن للأجزاء التي تمتلكها المقاطعة.

#### مكاتب الشريف
الشريف هو ضابط تطبيق قانون يمتلك مسؤوليات ووظائف عديدة تختلف من ولاية إلى أخرى. الشريف ضابط منتخب إما يعين أو يوظف. وهو مسؤول عن جميع الأجزاء الثلاثة لنظام العدل الجنائي. ويحافظ الشريف على سجن المقاطعة ويضمن السلامة ضمن المحاكم وقد يمتلك صلاحية قضائية لتطبيق القانون في كامل المقاطعة. ويمتلك مسؤوليات أكبر مثل نقل السجناء والإشراف على مختبر الجرائم وجمع الضرائب.
في تكساس، مكتب الشريف هو عادة الوكالة المسؤولة عن التعامل مع حالات الصحة العقلية. في حال كانت الحالة خطيرة، يمتلك نائب الشريف صلاحية أخذ شخص إلى مشفى على الفور لتقديم علاج لصحته العقلية. إلا أنه إذا لم تكن الحالة شديدة الخطورة، فجيب إصدار مذكرة اعتقال. ومع صعود وحدات الصحة العقلية في أنحاء الولاية، شكلت وحدة التدخل في الأزمات في تكساس.